# Chalcopsitta sintillata
Chalcopsitta sintillata là một loài chim trong họ Psittacidae.

## Hình ảnh

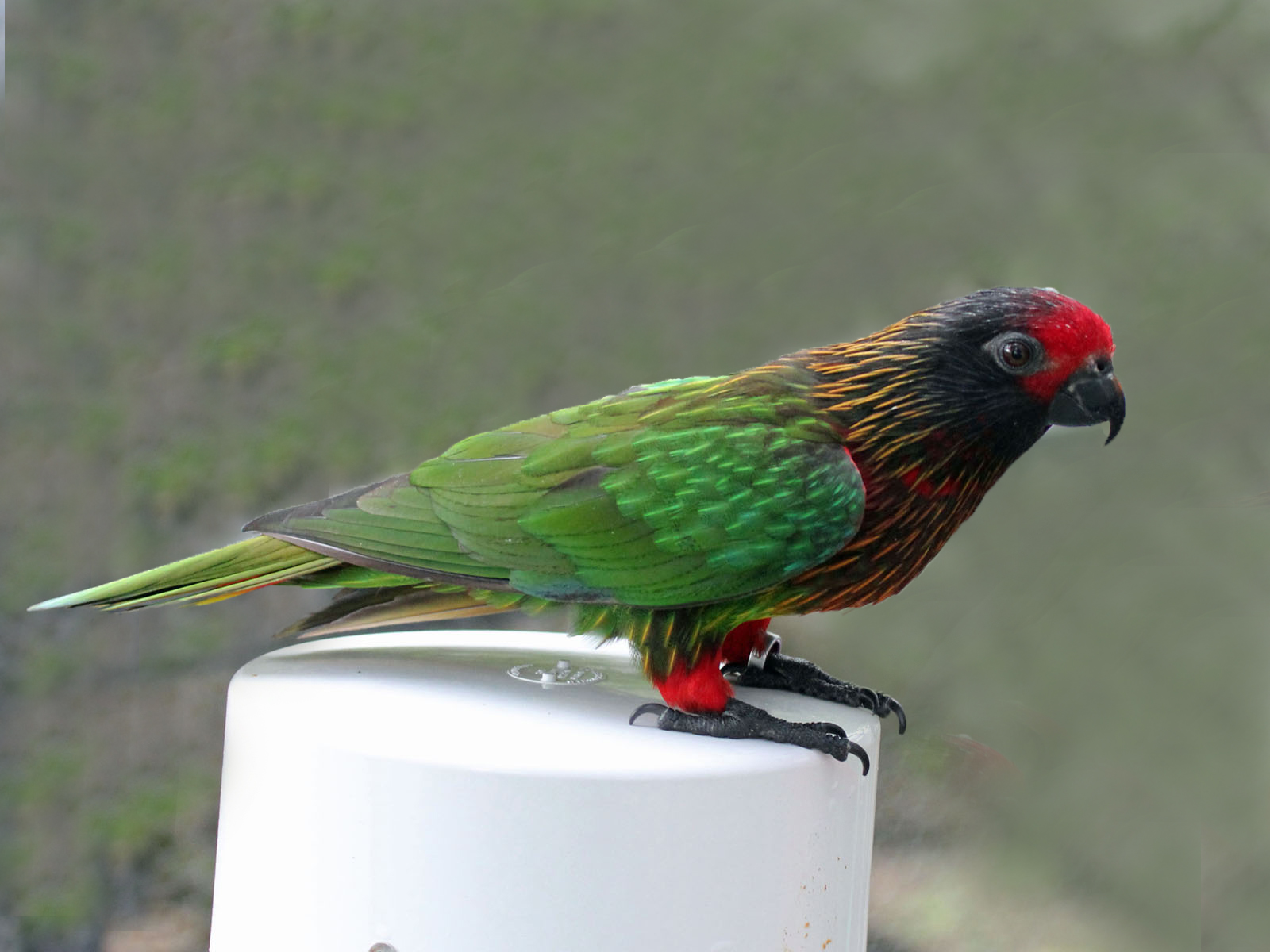
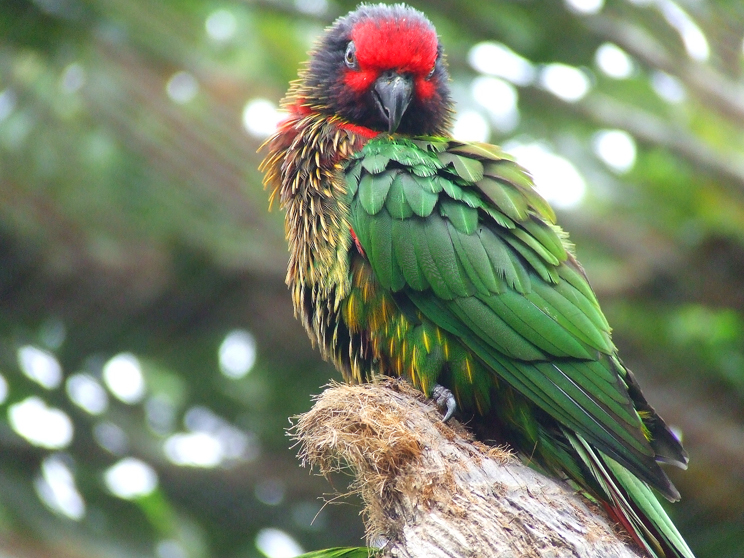
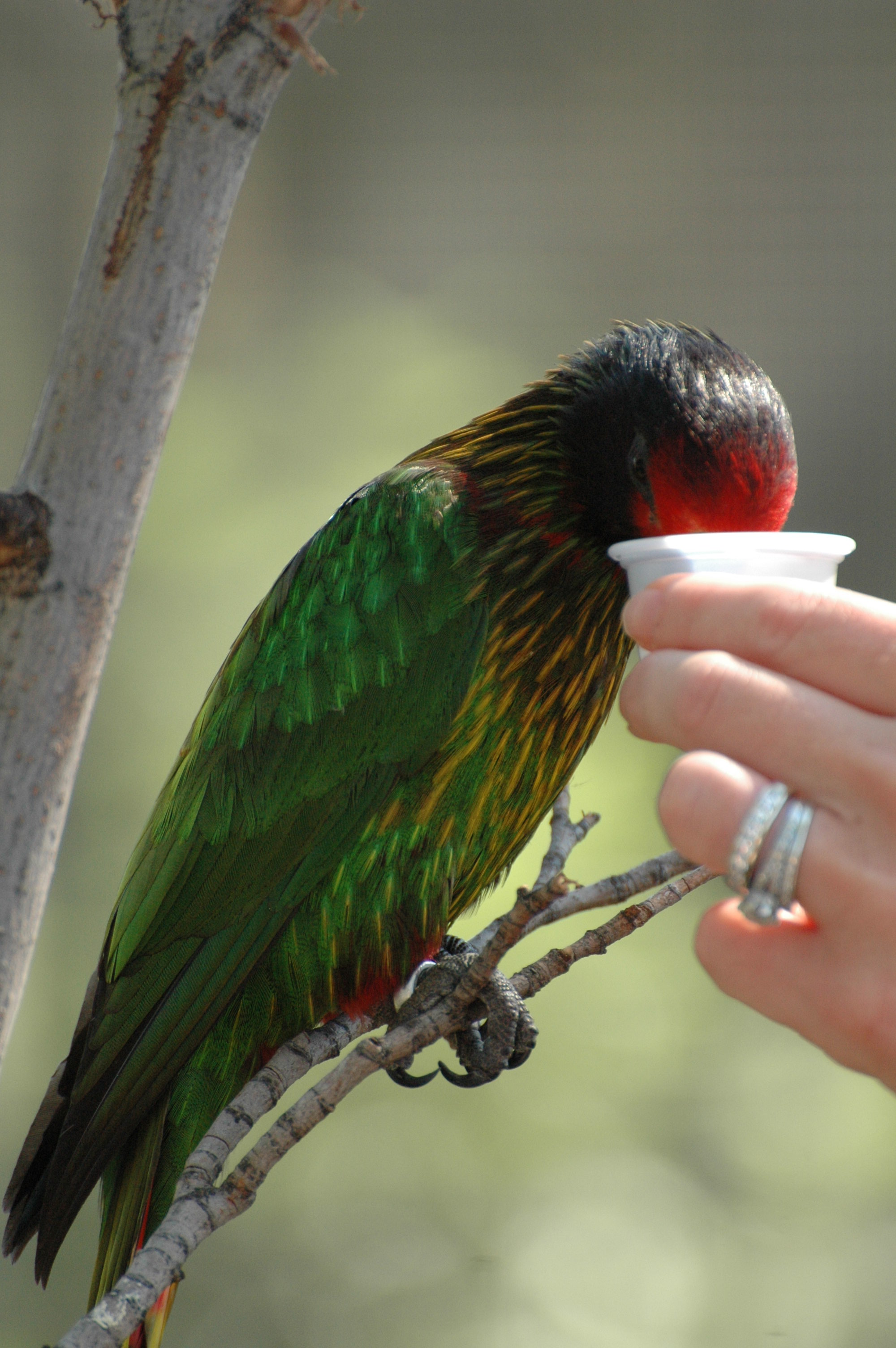
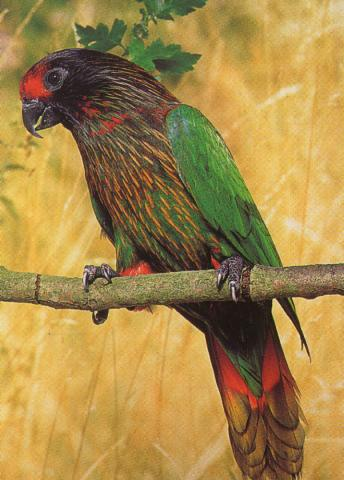